# Iñapari
Iñapari, indijansko pleme porodice arawakan, jezično gotovo potpuno asimilirani. Očuvalo ih se nešto na ušću rijeke Sabaluyo blizu Puerto Maldonada u departmanu Madre de Dios, Peru. Na području Bolivije žive u departmanu Pando, blizu granice Brazila i Perua, i u Brazilu u državi Acre.
Jezik pripada porodici arawakan, 25 govornika (1995); 4 (1999 SIL). Srodni su im Piro i Apurinã. Spominje ih Percy Harrison Fawcett.